# Église Saint-Gilles de Saint-Gilles-les-Bois
L'église Saint-Gilles est située à Saint-Gilles-les-Bois, en France.

## Localisation
L'église est située sur le territoire de la commune de Saint-Gilles-les-Bois,  au lieu-dit Le Bourg, dans le département  des Côtes-d'Armor, dans la région Bretagne.

## Description
Édifice qui paraît avoir été reconstruit au XVIIe siècle en conservant les piles et les arcs de la nef, ainsi que la porte d'entrée située sous le porche formant deux arcades en tiers-point avec redents du XVe siècle.

## Historique
L'église est inscrite partiellement (clocher) au titre des monuments historiques par arrêté du 6 mars 1925.

## Galerie

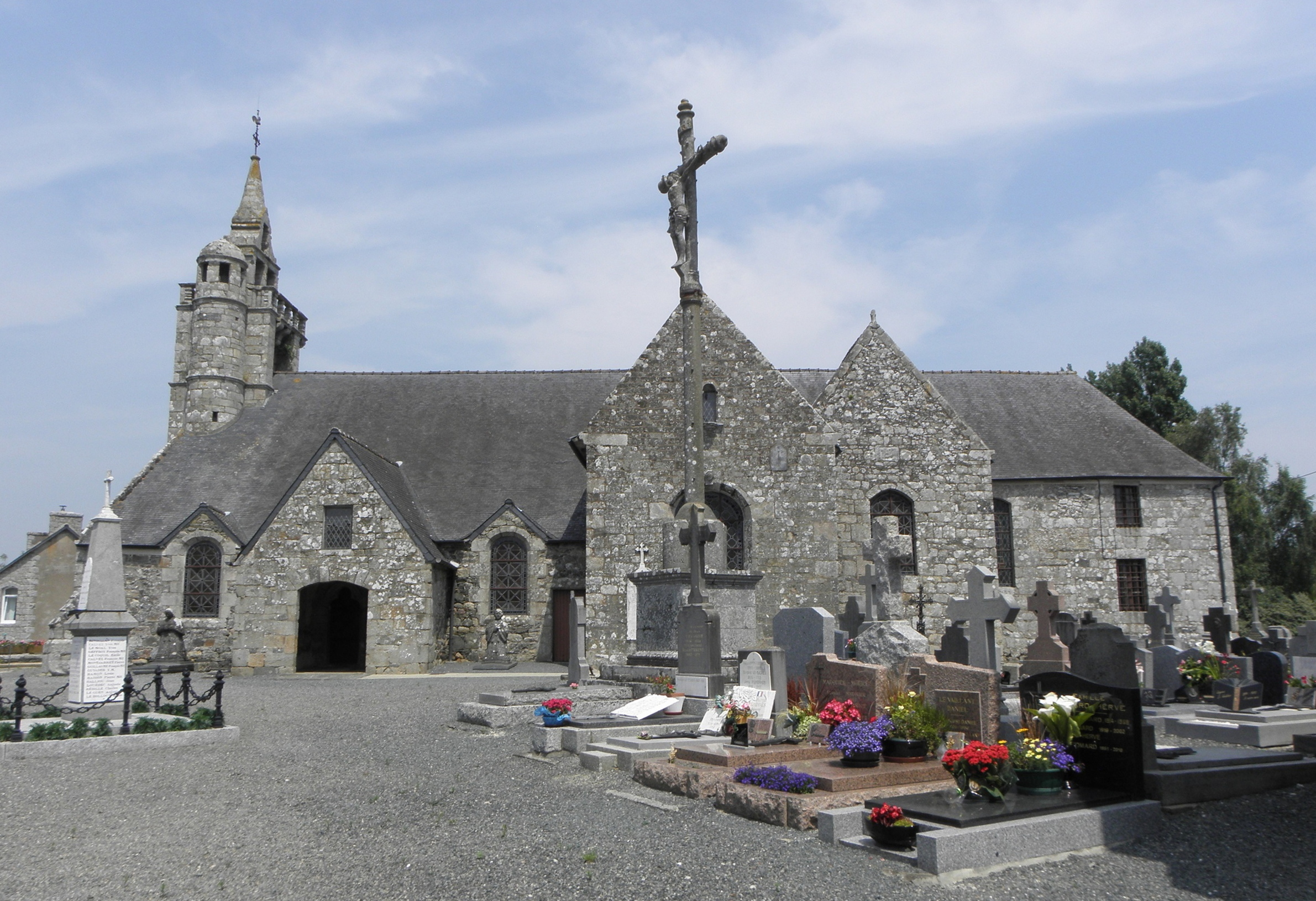
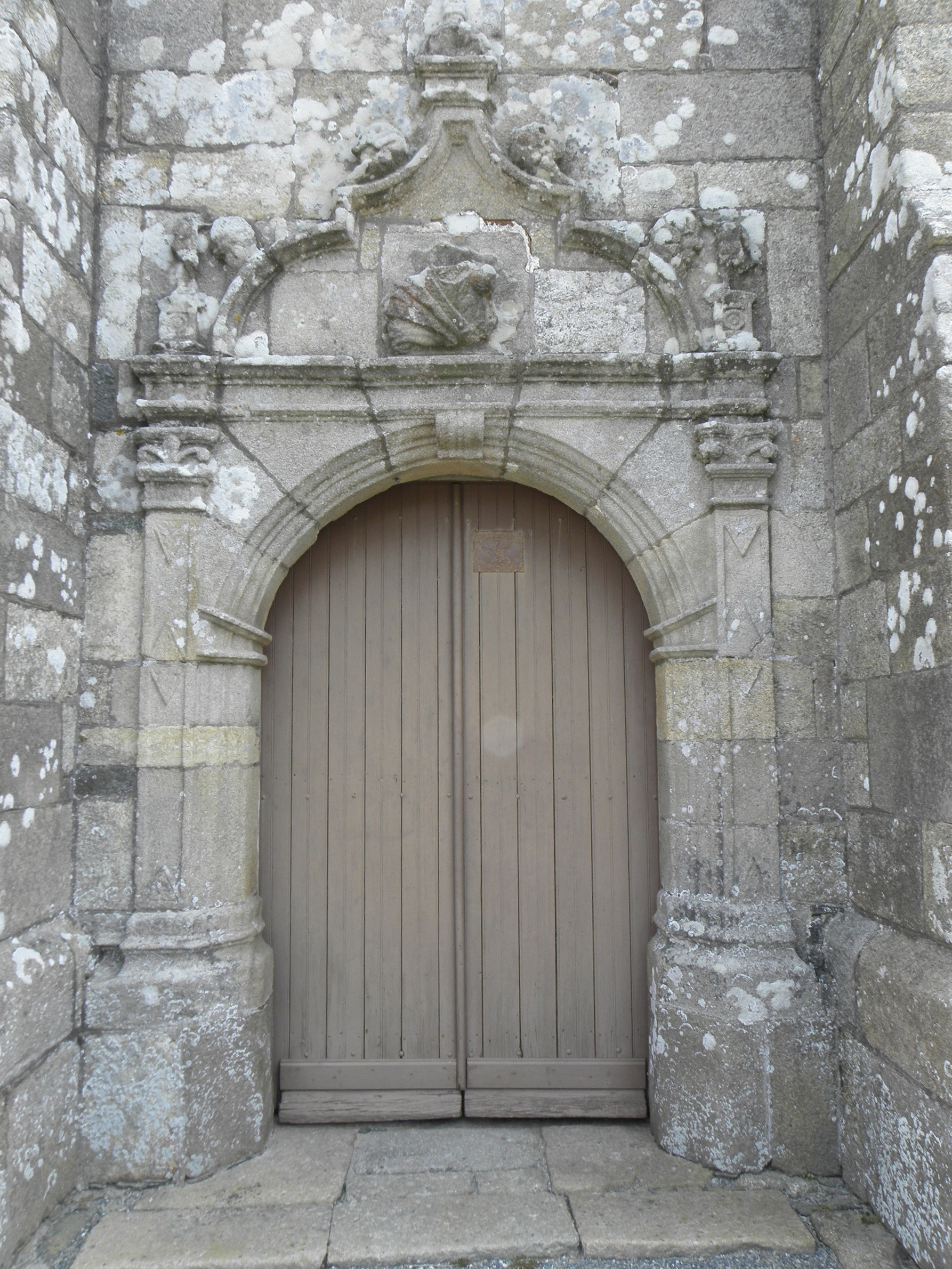
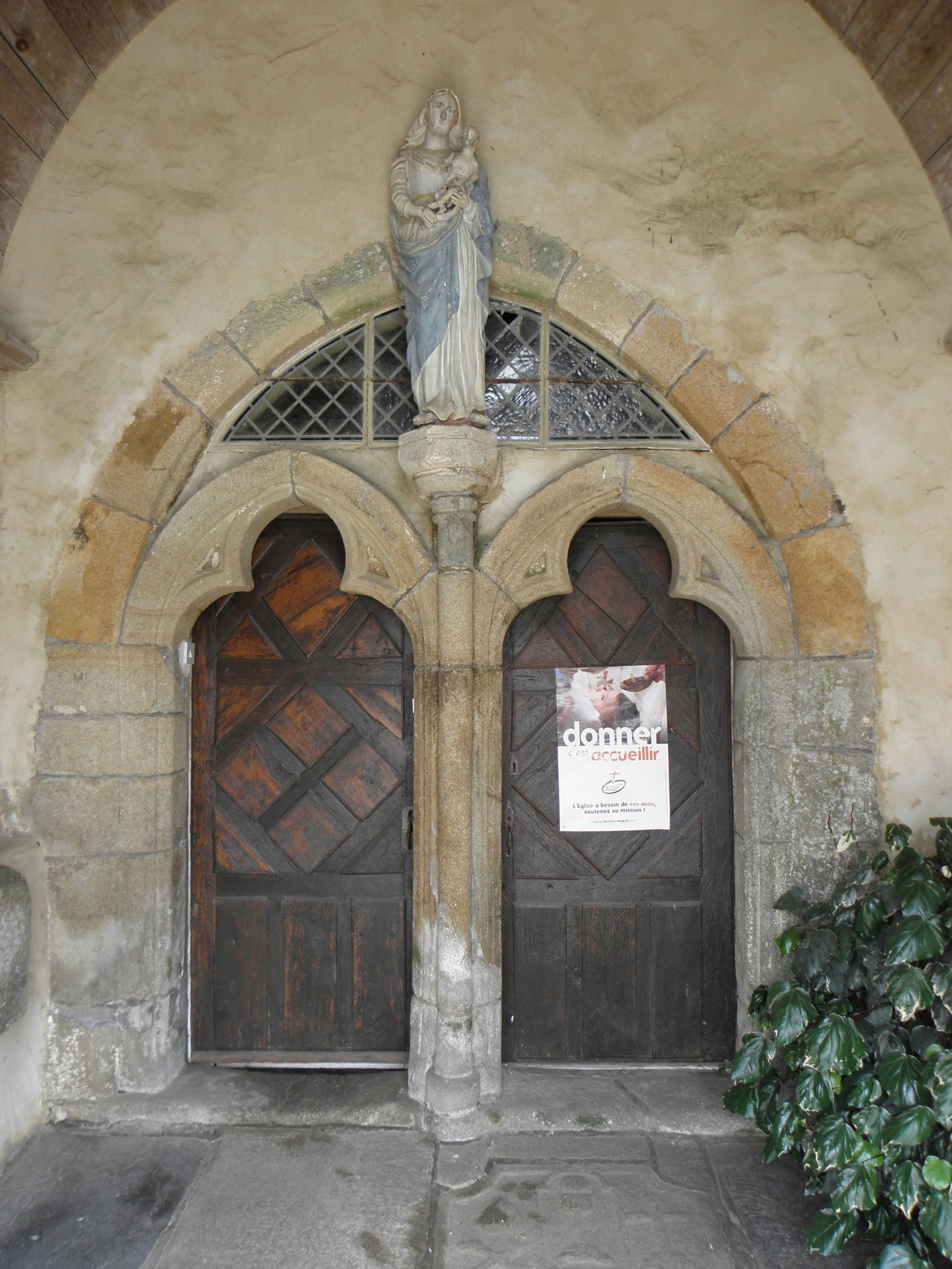
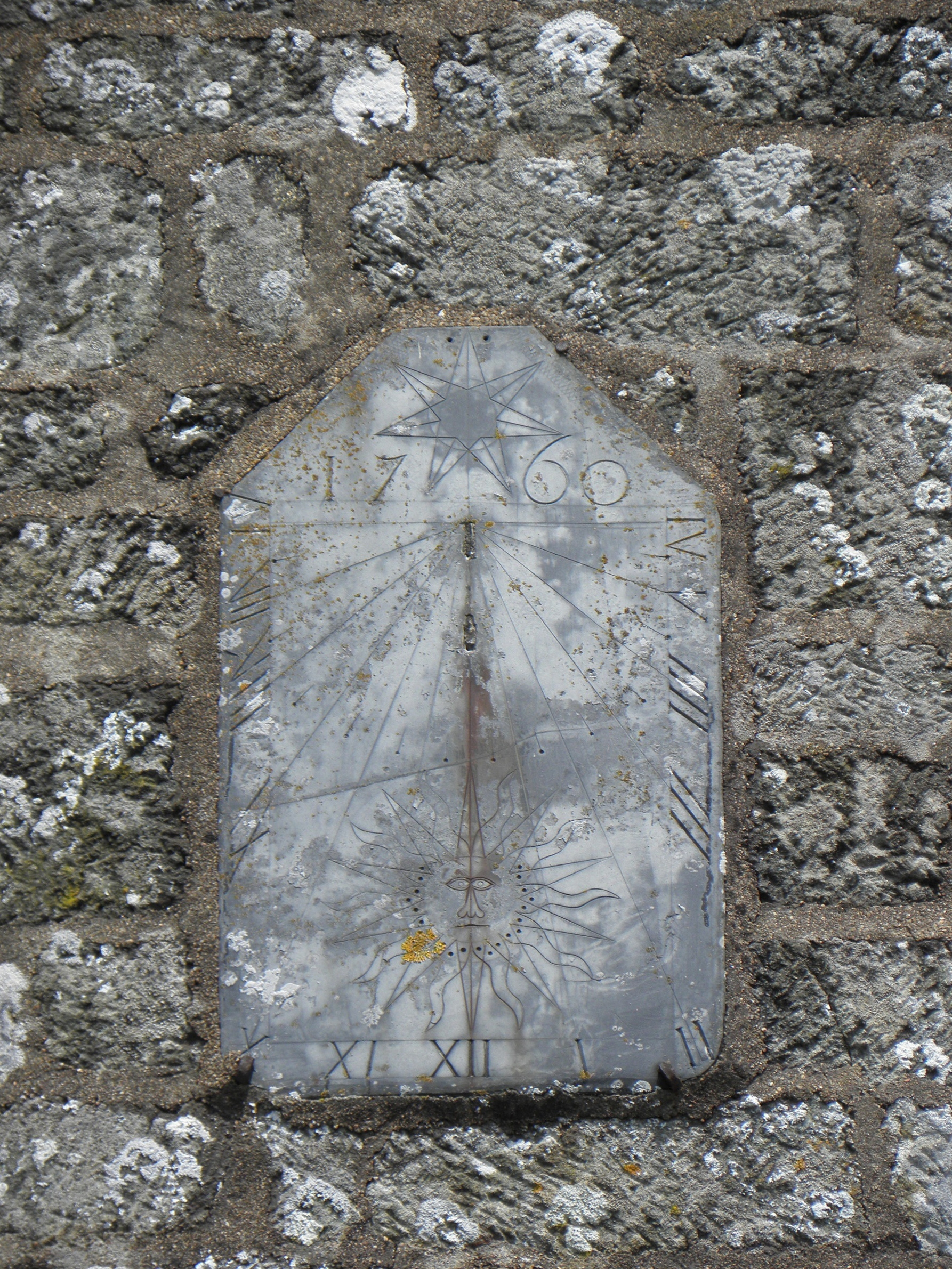